# Петровка (Белгородский район)
Петровка - село в Белгородском районе Белгородской области, в составе Малиновского сельского поселения, в 27 км. от Белгорода, в 50 км. от Харькова.

## Население
| 2002 | 2010 |
| ---- | ---- |
| 450  | ↘413 |

## Инфраструктура
В селе расположены: 
- Сельская библиотека,
- сельский клуб,
- фельдшерский пункт,
- МОУ «Петровская основная общеобразовательная школа»,
- почтовое отделение,
- памятник на братской могиле времен ВОВ,
- 3 продовольственных магазина.